# Генерал-капітанство Куба

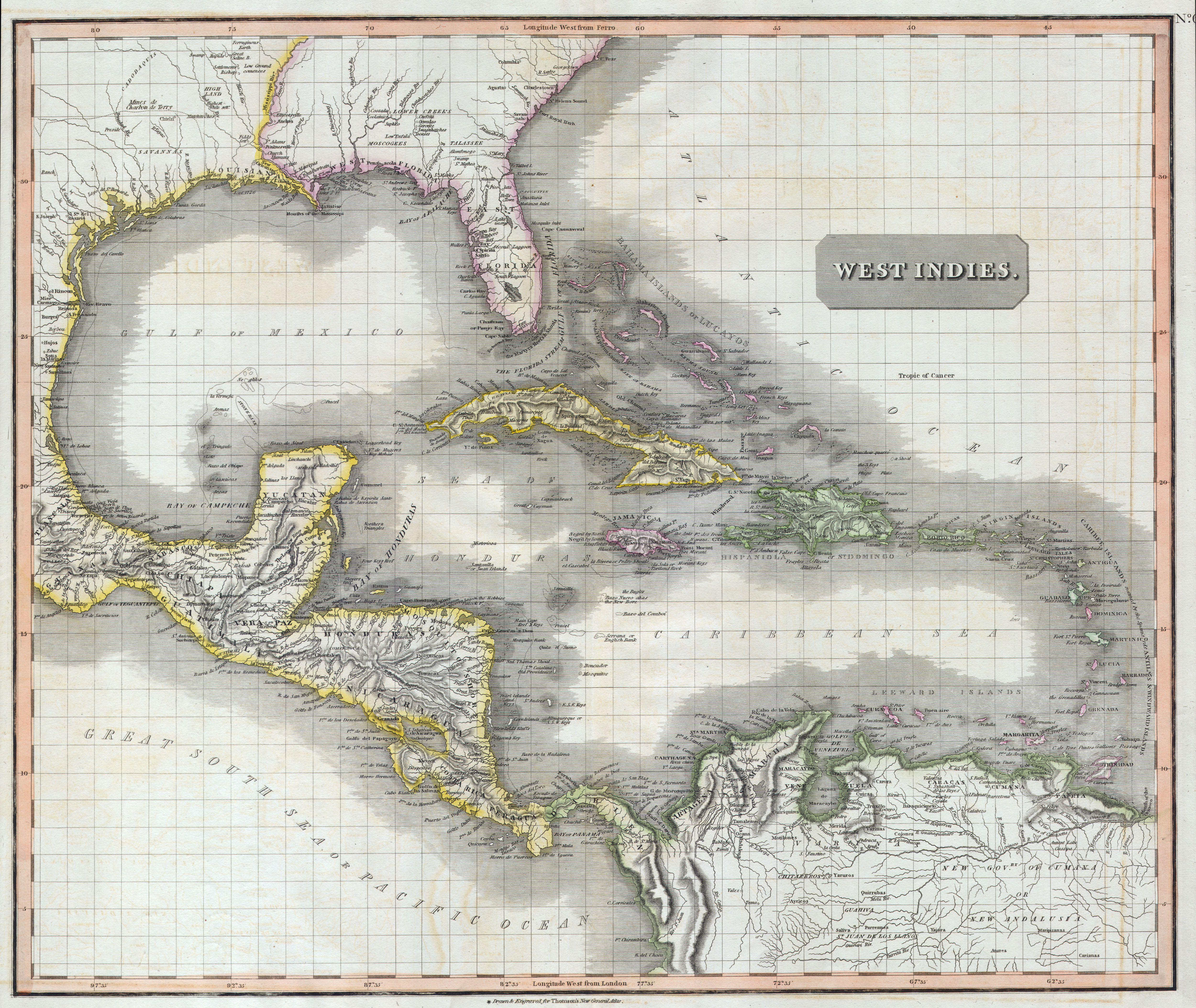
Мапа Вест-Індії, включаючи Кубу, 1814.

Генерал-капітанство Куба (ісп. Capitanía General de Cuba) — адміністративна одиниця іспанської колоніальної імперії, що існувало з 1607 до 1898 року, з 1764 року включало в себе також генерал-капітанства Пуерто-Рико, Гватемала та Юкатан.

## Історія
До 1764 року Генерал-капітанство Куба було підпорядковане Генерал-капітанству Санто-Домінго. Після реформ Бурбонів до Генерал-капітанства було приєднано провінції Флорида та Луїзіана і надання їм більшої автономії. Ці зміни були здійснені графом Хосе Флоридабланка у часи Карла III, для того щоб зміцнити позиції Іспанії в Карибському регіоні по відношенню до Великої Британії.
Новий губернатор, генерал-капітан, який знаходився у Гавані здійснював контроль над управлінням справами нового району. Місцеві губернатори Генерал-капітанства колись були під контролем (в політичному і військовому відношенні) президента аудіенсій Санто-Домінго. Аудіенсії зберегла контроль над судовими справами поки не були утворені нові аудіенсії у Пуерто-дель-Принсіпі (1800) і Гавані (1838).
У 1825 році, в результаті втрати володінь на материку, Іспанське уряд надав губернаторам Генерал-капітанства Куби надзвичайні повноваження в частині адміністративних, судових та фінансових функцій, а у другій половині XIX століття надав їм титул генерал-губернатора.
Після підписання Паризького мирного договору у 1898 році Іспанія відмовилась від претензій на суверенітет Куби. Звільнені території зайняли США, які взяли на себе зобов'язання щодо охорони життя та майна, згідно з міжнародним правом.